# اوسوالد موبری
اوسوالد موبری (انگلیسی: Osvald Moberg; ۱۴ سپتامبر ۱۸۸۸ – ۲۲ دسامبر ۱۹۳۳) ژیمناست هنری اهل سوئد بود.